# Dolichopeza (Megistomastix) domingensis
Dolichopeza (Megistomastix) domingensis is een tweevleugelige uit de familie langpootmuggen (Tipulidae). De soort komt voor in het Neotropisch gebied.